# بينيتو إراولا راميريز
بينيتو إراولا راميريز (بالإسبانية: Benito Ramírez)‏ هو لاعب كرة قدم إسباني، ولد في 11 يوليو 1995 في لا ألديا دي سان نيكولاس في إسبانيا. لعب مع نادي لاس بالماس.

## وصلات خارجية
- بينيتو إراولا راميريز على موقع قاعدة بيانات كرة القدم.إي يو (الإنجليزية)
- بينيتو إراولا راميريز على موقع Soccerway.com (الإنجليزية)